# Falerum
Falerum is een plaats in de gemeente Åtvidaberg in het landschap Småland en de provincie Östergötlands län in Zweden. De plaats heeft 304 inwoners (2005) en een oppervlakte van 85 hectare.

## Verkeer en vervoer
Bij de plaats loopt de Riksväg 35.
De plaats heeft een station aan de spoorlijn Linköping - Västervik.